# 楠間ルッフィ
楠間 ルッフィ（くすま ルッフィ、1990年8月14日 - ）は日本で活動しているインドネシア出身のミュージシャン、ベーシスト。日本のバンド、ALIの元ベーシストとして知られる。
2024年にALIから脱退後に様々なアーティストのサポートメンバーとして活動している。同年に音楽プロデューサーとしてデビューし、レゲトンユニット、NANGOKU BITSを妻と結成した。
ALIのメンバーに影響され2023年からバイナルDJとしても活動している。

## 人物
- 高校までダンスをやっていた[4]。
- 南国生まれだが、海は苦手である[4]。
- 帰化前の苗字がKusumah「クスマー」という名前で、そこに漢字を当てることになった時、大好きなトトロが楠の中に住んでいるから楠間にした[5]。

## バンド・ユニット参加
- NANGOKU BITS(2024年～現在) - 音楽プロデューサー
- ALI (2016年～2024年)[4] - ベース、作詞

### サポートベーシスト参加
2024年
- 戸川純 - 青島Airport Music Festival
- 藤原大祐 - TAIYU FUJIWARA POP SHOW III "pocket beats"[6]

### MV参加
2022年
- 清水翔太 - BABY I LOVE YOU SO[7]

2012年
- サンボマスター - ロックンロール イズ ノットデッド　（旧名ルットフィ・リズキ・クスマーとして）[8]

## 出演

### テレビ出演
2024年
- 07月03日　日本テレビ系「DayDay.」[9]

2023年
- 01月28日　NHK総合「Venue101」[10]
- 09月21日　テレビ東京「あのちゃんの電電電波♪」[11]

2022年
- 01月13日　日本テレビ系「スッキリ」[12]
- 04月16日　NHK総合「Venue101」[13]

## 作品

### NANGOKU BITS
- My League My Show - ソングライター、音楽プロデューサー[14]
- AHORA - ソングライター、音楽プロデューサー[15]
- No Night No Naught - ソングライター、音楽プロデューサー[16]

### ALI
- LOST IN PARADISE feat.AKLO - 作詞参加[17]
- DESPERADO feat.J-REXXX - 作詞参加[17]
- FAITH feat.なみちえ, GOMESS - 作詞参加[17]
- FEELIN'GOOD feat.梅田サイファー（KOPERU, peko, KZ, R-指定）- 作詞参加[18]
- FIGHT DUB CLUB feat.J-REXXX, RUEED - 作詞参加[18]
- MUZIK CITY feat. なみちえ, 6B, ALONZO - 作詞参加[18]
- KEEP YOUR HEAD UP feat. Kazuo - 作詞参加[18]
- METROPOLIS feat.HIYADAM - 作詞参加[18]
- EL MARIACHI feat.MFS - 作詞参加[19]
- IN THE MOOD FOR LOVE feat.SARM - 作詞参加[20]
- TEENAGE CITY RIOT feat. R-指定 - 作詞参加[21]
- SHOW TIME feat.AKLO - 作詞参加[22]
- MELLOW CRUISE - 作詞参加[20]
- NEVER SAY GOODBYE feat.Mummy-D - 作詞参加[23]
- (BUT)WONDERFUL - 作詞参加[20]
- Whole Lotta Love feat.木村昴 - 作詞参加[24]
- FOUND BLUE feat.黒田卓也 - 作詞参加[25]
- WILD ANGEL - 作詞参加[26]
- FEVER - 作詞参加[26]
- CASANOVA POSSE - 作詞参加[27]

### 参加作品
- 東京スカパラダイスオーケストラ - サボタージュ（VS. ALI） - ベース参加[28]

- 梅田サイファー - かまへん - ベース参加[29]